# Bernardo Adam Ferrero
Bernardo Adam Ferrero (Algemesí, Spanje, 28 februari 1942 – 12 oktober 2022) was een hedendaags Spaans componist en muziekpedagoog.

## Levensloop
Zijn studie deed hij aan het Conservatorio Superior de Música "Joaquin Rodrigo" in Valencia bij Amando Blanquer Ponsoda in de vakken piano, harmonieleer, contrapunt, fuga, compositie en orkestdirectie. Daarna voltooide hij zijn studies in het buitenland, o.a. aan het conservatorium van Siena (Italië), aan de Accademia Nazionale di Santa Cecilia in Rome bij Luigi Dallapiccola, Franco Ferrara, Nino Antonellini, Godofredo Petrassi en Boris Porena, en ook aan het Conservatoire national supérieur de musique in Parijs bij Olivier Messiaen, waar hij orkestratie en orkestdirectie studeerde.
Hij won meerdere compositieprijzen, zoals in 1970 en 1974 de Joaquin Rodrigo-prijs van het Spaanse ministerie van Buitenlandse Zaken, en in 1974 de Manuel Palau-prijs, in 1982 de prijs van het Instituto de Estudios Alicantinos de la Diputación Provincial in Alicante (Spanje) voor de compositie Danzas alicantiñas. Uiteindelijk werd hij door de stad Valencia benoemd tot Ballester de l'Any voor zijn bijdrage aan de culturele samenleving en de artistieke ontwikkeling van de stad.
Hij dirigeerde diverse symfonieorkesten, koren en ensembles en werkte met bekende solisten samen, zoals Leon Ara en Narciso Yepes. Eveneens is hij directeur van het internationaal bekende Festival voor harmonieorkesten Certamen Internacional de Bandas de Música Ciudad de Valencia. Verder is hij dirigent van het symfonisch orkest van de stad Lliria, provincie Valencia, en dirigent van de banda van de Música de la división de infantería motorizada alsook van de militaire kapel van de Nationale Spaanse Marine in Madrid.
Als componist schreef hij werken voor Banda (harmonieorkest), kamermuziek, filmmuziek, radio en televisie.

## Composities

### Werken voorbanda(harmonieorkest)
- 1978 Dances Valencianas
- 1983 Navarra, Symfonisch gedicht
- 1982 Danzas alicantinas
  1. Ja t'en has anat (Cocentaina)
  2. Ball de velles (Tibi)
  3. Duérmete me niña (Beniarda)
  4. Una huela i un huelo (Vergel)
  5. Ball de l'espill i jota dels castelluts (Ibi-Castalla)
- 1984 Divertimento
- 1985 Impresiones Festeras, (Estructuras Sinfónicas)
  1. Introducción a la Fiesta
  2. Entrada de los Ejércitos
  3. El Contrabando
  4. Bajada del Cristo
  5. Combate y Final
- 1987 Divertimento para Band
  1. Allegretto graziosoa
  2. Allegretto
  3. Andante Tranquilo
- 1991 En el claustro de Santo Domingo, Symfonisch gedicht
  1. Capilla de los Reyes
  2. Aula Capitular
  3. Celda de San Vicente
  4. Salón del Trono
- 1994 El cantar del mío Cid, Symfonisch gedicht
- 1995 Sagunto, Symfonisch gedicht (muzikale uitbeelding van het oude Romaanse dorp Sagunto, vlak bij Valencia)
  1. Ciudad Ibérica
  2. Entrada de los cartagineses
  3. Anibal
  4. Defensa heroica y destrucción de Sagunto
- 1996 El Dos de Mayo en Madrid, symfonisch gedicht naar een tekst van Luís López Anglada
- 1997 Imágenes de la Armada Española, Symfonisch gedicht
- Amics del Corpus Valencia
- Camerata Mid-West
- Cristo del Salvador, processiemars[1]
- Diálogos voor vier trompetten en harmonieorkest
- Divertimento Giocoso
- El Nou d'Octubre, symfonisch gedicht
- En el barrio del Carmen
- Fallera major de Valencia, Symfonisch gedicht
- Festes en Llanera voor harmonieorkest
- Homenaje a Joaquín Sorolla[2]
  1. El Palleter
  2. Pescadoras valencianas
  3. Sol de la tarde
  4. Las Grupas
- Ibiza
- Música para Banda, Estructuras Sinfónicas
- Mil músicos valencianos
- Obertura para una reina
- Suite Poemática a Federico García Llorca
- Tierra Mítica, voor harmonieorkest
  1. Arco Mediterráneo[3]
  2. Nocturno y Danza en las noches de Plenilunio[4]
  3. El Mar[5]
  4. La Tierra bendecida[6]

### Werken voor koor
- Cant Espiritual voor gemengd koor
- Tres Cançons Valencianes voor gemengd koor

### Kamermuziek
- Camerata Mid-West voor gevarieerde blazerbezettingen
- Homenaje a Manuel de Falla voor vier klarinetten
- Llevantines voor blazerskwintet
- Tres Interludis para Clarinete Solo
- Tres para Tres voor fluit, klarinet en fagot

### Werken voor piano
- Imágenes

## Publicaties
- Bernardo Adam Ferrero: Músicos Valencianos I, Vol. 1, Valencia: Promotora Internacional de Publicaciones, 1988. 273 p. ISBN 84-87179-00-2
- Bernardo Adam Ferrero: Músicos Valencianos II, Vol. 2, 168 p.
- Bernardo Adam Ferrero: Las Bandas de Música en el Mundo

## Media
1. ↑  Cristo del Salvador
2. ↑  Homenaje a Joaquín Sorolla door de Banda Sinfónica de Societat Unió Musical Alberic o.l.v. Daniel Ferrero Silvago tijdens het 38 Certamen Internacional de Bandes de Música Vila d'Altea (video niet meer beschikbaar, alternatieve video hier)
3. ↑  Tierra Mítica, deel 1 "Arco Mediterráneo" door Banda sinfónica la Lira Ampostina, Amposta
4. ↑  Tierra Mítica, deel 2 Nocturno y Danza en las noches de Plenilunio door Banda sinfónica la Lira Ampostina, Amposta
5. ↑  Tierra Mítica, deel 3 "El Mar" door Banda sinfónica la Lira Ampostina, Amposta
6. ↑  Tierra Mítica, deel 4 "La Tierra bendecida" door Banda sinfónica la Lira Ampostina, Amposta

- Biblioteca Nacional de España: XX1723267
- Bibliothèque nationale de France: cb13755444r (data)
- Gemeinsame Normdatei: 136568734
- International Standard Name Identifier: 0000 0000 5941 3046
- Library of Congress Control Number: n80098970
- MusicBrainz: 6dc69b61-8a5f-4016-bc22-f499fb38526b
- Nationale Bibliotheek van Israël: 987007315385705171
- Istituto Centrale per il Catalogo Unico: TO0V549865
- Virtual International Authority File: 12487360
- WorldCat: E39PBJyhbFJXJy9GxvpJBCj3cP